# Maria Gripe-priset
Maria Gripe-priset var ett svenskt litterärt pris som instiftades 2005 av bokförlaget Bonnier Carlsen. Priset var på 50 000 kronor och utdelades årligen från 2005. Priset har emellertid inte delats ut sedan 2008.
Maria Gripe-priset är instiftades som en hyllning till barn- och ungdomsboksförfattaren Maria Gripe. Priset skall gå till en författare som genom sitt författarskap givit unga läsare möjlighet att möta en värld av fantasi och verklighet med den unga människan i centrum.

## Pristagare
- 2005 – Annika Thor[2]
- 2006 – Ulf Stark[3]
- 2007 – Gull Åkerblom[4]
- 2008 – Jakob Wegelius[5]

### Fotnoter
1. 1 2  Svenska Barnboksinstitutet: Maria Gripe-priset  Arkiverad 14 maj 2010 hämtat från the Wayback Machine.
2. ↑  Spektra (29 september 2005). ”Annika Thor fick Maria Gripe-priset”. Svenska Dagbladet. ISSN 1101-2412. https://www.svd.se/annika-thor-fick-maria-gripe-priset. Läst 16 februari 2020.
3. ↑  ”Ulf Stark får Maria Gripe-priset”. DN.SE. 23 september 2006. https://www.dn.se/arkiv/kultur/ulf-stark-far-maria-gripe-priset-2/. Läst 16 februari 2020.
4. ↑  ”Gull Åkerblom får årets Maria Gripe-pris”. lararnastidning.se. Arkiverad från originalet den 16 februari 2020. https://web.archive.org/web/20200216063839/https://lararnastidning.se/gull-akerblom-far-arets-maria-gripe-pris/. Läst 16 februari 2020.
5. ↑  Spektra (24 september 2008). ”Gripe-pris till Jakob Wegelius”. Svenska Dagbladet. ISSN 1101-2412. https://www.svd.se/gripe-pris-till-jakob-wegelius. Läst 16 februari 2020.